# کوهستان آپنینی
کوهستان آپنینی (به ایتالیایی: Monti Appennini) رشته‌کوهی در شبه‌جزیرهٔ ایتالیا است که به طول ۱۲۰۰ کیلومتر چون ستون فقراتی از شمال به جنوب کشیده شده است. ابتدای آپنینی در تقاطع با رشته‌کوه آلپ در آلتاری است. کوهستان آپنینی در شهر بندری رجیو کالابریا خاتمه می‌یابد. این کوهستان از زیباترین جاذبه‌های طبیعی گردشگری در ایتالیا به شمار می‌رود.

## نگارخانه

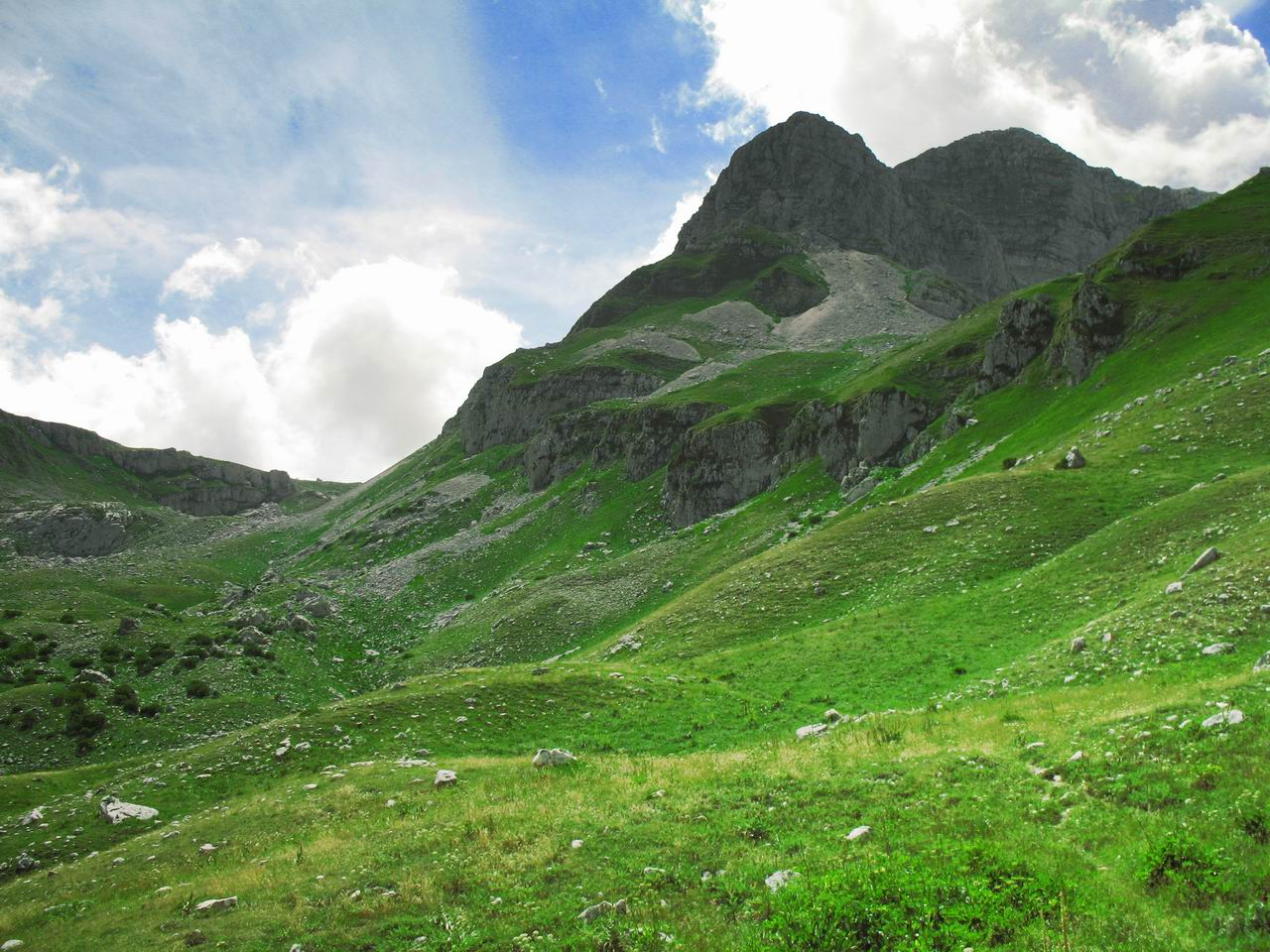